# Giáo phái JMS

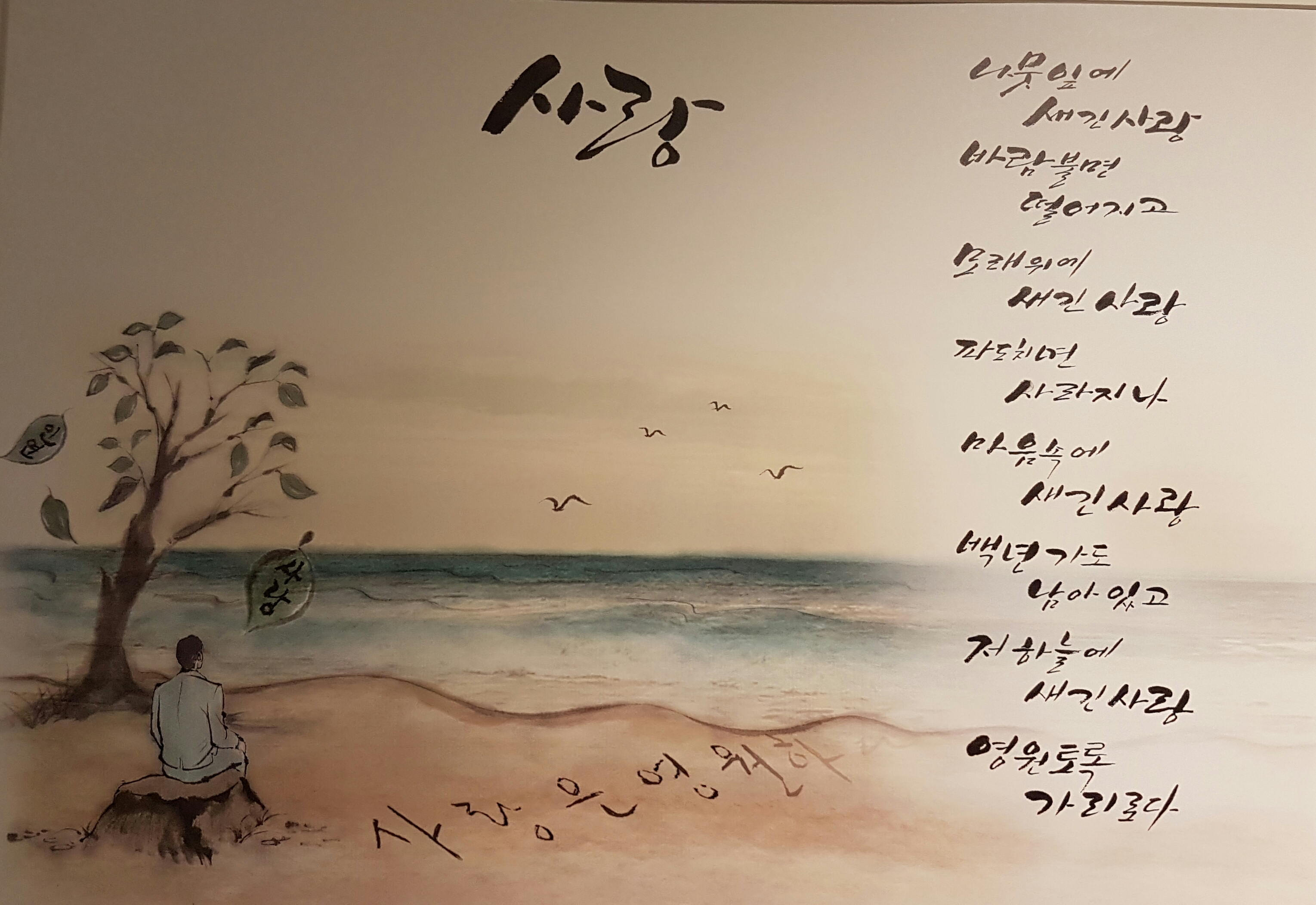
Một bức thư tình của giáo chủ Jung Myung-seok

Giáo phái JMS (Jesus Morning Star) hay còn gọi là Providence tên đầy đủ là Christian Gospel Mission (Giáo đoàn Phúc âm Cơ Đốc/tiếng Hàn: 기독교복음선교회) là một phong trào tôn giáo mới theo hệ Cơ Đốc giáo được Jung Myung-seok thành lập vào năm 1980 và có trụ sở tại Wol Myeong-dong thuộc Hàn Quốc. Giáo phái JMS đã được đông đảo phương tiện truyền thông quốc tế gọi là tà giáo.
Vào tháng 4 năm 2009, thủ lĩnh tinh thần Jung Myung-seok (còn được phiên âm là Jeong Myeong-seok) bị Tòa án tối cao Hàn Quốc kết tội hiếp dâm và bị kết án 10 năm tù. Sau đó, Jung Myung-seok được phóng thích vào ngày 18 tháng 2 năm 2018. Sau khi Jung ra tù, tờ Bưu điện Cao Ly (Korea Post) đưa tin rằng phong trào đức tin của Giáo phái JMS đã lan truyền tới hơn 80 quốc gia. Giáo phái này còn được gọi là Setsuri (摂理), ở Đài Loan, giáo phái này được gọi là Thánh Tinh hội (晨星會/Chéngxīng huì) hay Thánh Tinh giáo (攝禮教/Shè lǐ jìao)

## Lên phim

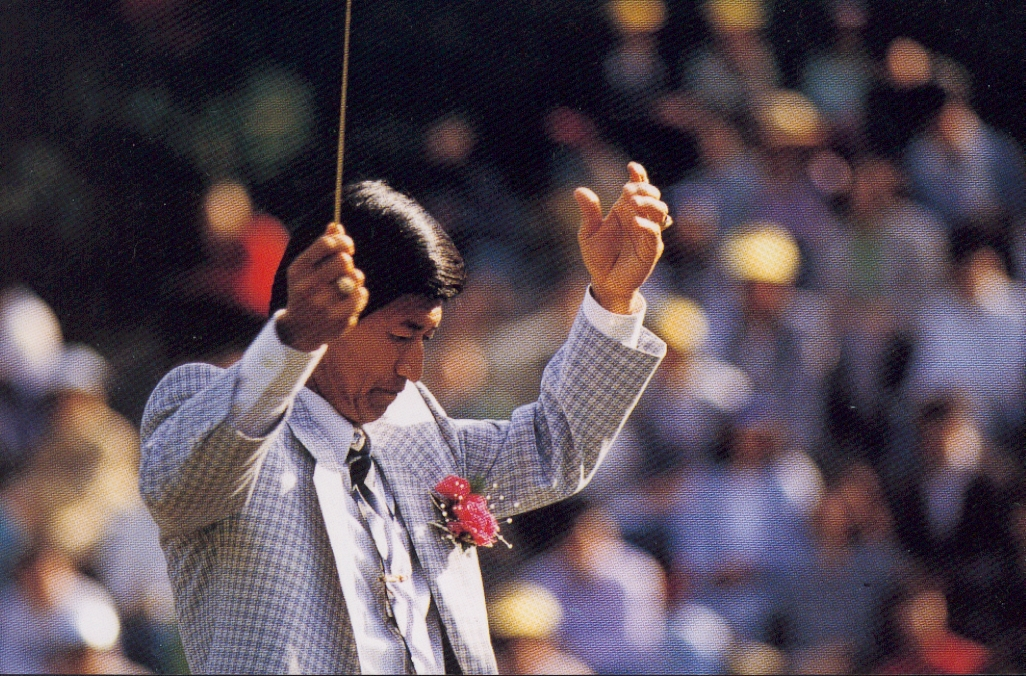
Giáo chủ Jung Myung-seok

Loạt phim In the Name of God: A Holy Betrayal (tạm dịch: Nhân danh Chúa: Sự phản bội thần thánh) là loạt phim tài liệu của Netflix và MBC công chiếu vào năm 2023 mô tả sự thành lập của phong trào tôn giáo mới (đạo lạ), sự truyền bá của các thành viên của nhóm, việc chỉ trích bất hợp pháp những người bất đồng chính kiến do nhóm thực hiện cũng như trình bày chi tiết về nhiều vụ cưỡng hiếp do thủ lĩnh giáo phái Jung thực hiện với lời khai của các cựu thành viên giáo phái này. Nhà sản xuất phim cũng đã thuyết phục được một số cựu thành viên tà giáo này bước ra ánh sáng và vạch trần Jeong Myeong-seok cùng bè lũ trong dị giáo của ông ta trong đó có Maple Yip, cựu thành viên JMS, cũng là người xuất hiện trong đoạn ghi âm mở đầu bộ phim. Loạt phim đã khắc họa tà giáo JMS biến thái nhất Hàn Quốc khiến phụ nữ kinh hoàng. Bộ phim tài liệu "In The Name Of God: A Holy Betrayal" đã gây xôn xao ở Hàn Quốc và châu Á vì không ngại ngần công khai lịch sử hắc ám, mặt đen tối của những tà giáo khét tiếng nhất Hàn Quốc.
Trong số 4 tà giáo được loạt phim In The Name Of God: A Holy Betrayal vạch trần, nổi bật nhất có lẽ là cái tên JMS của tên giáo chủ Jeong Myeong-seok. Jeong Myeong-seok bị lên án vì sử dụng quyền lực tôn giáo để thao túng, tẩy não các thành viên của giáo phái này, đặc biệt là các nữ tín đồ trẻ tuổi để nuôi dưỡng các hành vi tội phạm bệnh hoạn của mình. Giáo phái JMS lợi dụng Kinh thánh của Kitô giáo, Jeong tự nhận mình là chúa Jesus tái thế và coi bản thân là đấng cứu thế (Messiah). Với chỉ vài thành viên và cơ sở đầu tiên là một căn phòng nhỏ, giáo chủ Jeong chọn đối tượng tín đồ là các sinh viên trẻ tại Seoul và dùng chiêu trò tôn giáo để tuyển mộ họ vào các buổi đọc kinh rồi lớn mạnh dần với giáo phái hàng nghìn người. Sau khi đã sử dụng các phương pháp ngụy khoa học mê hoặc tín đồ, Jeong tiếp tục tiêm nhiễm vào đầu họ rằng mình là chúa tái thế và chỉ có thông qua ông ta và gặp gỡ được ông ta, tín đồ mới có thể lên thiên đường. Hành vi tạo dựng giáo phái của Jeong không phải là để chữa lành cho các tín đồ hay giúp họ có cuộc sống tốt hơn, mà để thỏa mãn ham muốn thú tính của mình. Ông ta tự nhận mình là đấng cứu thế và một phiên bản hoàn hảo của Adam là người đàn ông đầu tiên của nhân loại.
Bằng cách đó, Jeong thuyết phục các tín đồ nữ xinh đẹp, trẻ trung rằng bằng việc có các quan hệ người lớn với ông ta, họ sẽ được thanh tẩy, gột bỏ mọi tội lỗi. Để tạo ra vỏ bọc vô tội, thần thánh cho loại quan hệ bất chính này, JMS thao túng tín đồ rằng họ sẽ có những buổi gặp riêng với "đấng cứu thế" để được ban phước hoặc "khám tổng quát", các tín đồ nữ tự nguyện hiến dâng mà không hề biết rằng mình đang bị thao túng. Theo phim tài liệu, Jeong thường xuyên bắt các tín đồ nữ trẻ ăn mặc gợi cảm, tổ chức các bữa tiệc thác loạn chỉ có mình ông ta là đàn ông để "ban phước" và yêu cầu các tín đồ chụp ảnh như người mẫu khỏa thân chỉ để riêng cho ông ta thưởng thức. Sau khi bị tẩy não, các tín đồ tiếp tục trở thành cánh tay nối dài, vòi bạch tuộc của Jeong để thu hút thêm các cô gái trẻ đẹp tham gia vào giáo phái biến thái này. Qua nhiều năm, giáo phái của ông ta ngày càng lớn mạnh và không chỉ hoạt động ở riêng Hàn Quốc mà đã lan ra nhiều quốc gia, vùng lãnh thổ như Hồng Kông, Úc, Nhật Bản.
Trong số các nạn nhân là phụ nữ của Jeong đã lên tiếng, nổi bật nhất là Maple Yip là một cô gái lớn lên ở Hồng Kông và sau này chuyển đến Hàn Quốc. Maple từng là tín đồ nhiệt thành của JMS và đã bị hắn cưỡng dâm nhiều lần, sau mỗi lần, Jeong đều nói với cô rằng "Em đã được cứu rỗi". Bộ phim tài liệu cũng chiếu cảnh một nữ tín đồ khỏa thân dưới vòi hoa sen bày tỏ tình yêu của mình với thủ lĩnh giáo phái. Đoạn phim được đề cập có một số thành viên nữ trẻ của JMS khỏa thân, chỉ về phía máy quay trong bồn tắm để kêu gọi lãnh đạo JMS tham gia cùng họ, chỉ có khuôn mặt của họ là mờ, những người phụ nữ trong đoạn phim này là thành viên JMS, nhưng nhóm giáo phái này khẳng định những người phụ nữ đó thực sự mặc bikini và đoạn phim đã được chỉnh sửa để khiến họ trông khỏa thân. Một nạn nhân tiết lộ rằng gã biến thái thậm chí đã cố gắng quan hệ tình dục với nhiều tín đồ nữ trong một đêm, coi họ như nô lệ tình dục. Bộ phim tài liệu cũng tiết lộ rằng Maple cũng đề cập đến một nạn nhân đến từ Úc là một phụ nữ Úc 30 tuổi cô biết rằng nạn nhân sẽ rơi vào bẫy của Jeong điều này đã biến Maple từ nạn nhân trở thành đồng phạm.
Cô đã bị tẩy não đến mức tin rằng bị hắn ta xâm phạm là chuyện bình thường. Khi nhận thức được chuyện xảy ra với mình, Maple đã ghi âm lại đoạn trò chuyện và quan hệ đầy ám ảnh của cô với Jeong làm bằng chứng đưa ra ánh sáng trong phần đầu phim tài liệu. Trong một cuộc phỏng vấn trên đài truyền hình KBS, Giáo sư Kim Do-hyeong là một học giả của Đại học Dankook và là nhà hoạt động chống JMS nói rằng có nhiều người vẫn đang cố gắng bảo vệ lãnh đạo của JMS. Tới ngày nay, các trang web của JMS vẫn đang hoạt động sôi nổi và tự hào giới thiệu giáo chủ là một người đi theo con đường và tình yêu của Chúa, từng đọc Kinh thánh 2.000 lần và có thời gian tu tập dài lâu. Tín đồ của nhà thờ JMS của tay giáo chủ biến thái Jung Myung Seok tự nhận mình là Đức Jesus tái lâm vẫn một mực tin tưởng rằng việc gã phải xộ khám là bị phản bội, bị vu oan, và đơn thuần là sự lặp lại của sự kiện Chúa bị đóng đinh trên cây thập tự, rằng việc gã cưỡng hiếp hàng ngàn cô gái trẻ là chuyện quá đỗi bình thường, bởi gã là Adam Hoàn Hảo, mà Adam Hoàn Hảo thì có quyền quan hệ tình dục với những Eva, và đây là hành động vì tình yêu.